# Lanfranc Cigala
Lanfranc Cigala (Lanfranco Cigala) (fl....1235-1257...) fou un noble, polític i trobador genovès que compongué en occità.

## Vida
Es conserva una vida de Lanfranc Cigala que explica que era originari de Gènova i que fou jutge i cavaller, mas vida de juge menava ("però menava vida de jutge") i era un bon trobador que feu moltes cançons i a qui agradava trobar sobre Déu (e trobava volontiers de Dieu).
Es conserva documentació d'arxiu d'aquest trobador, ja que fou un polític de certa rellevància a la seva ciutat. El 1235 apareix documentat com a iudex; el 1241 fou ambaixador de la ciutat a la cort de Ramon Berenguer IV de Provença. També se'n documenta un viatge a Ceuta el 1248 i consta com a ja mort el 1258. També consta que estava casat amb una dama anomenada Saphilia. A la cort de Ramon Berenguer degué entrar en contacte amb trobadors occitans.

## Obra
De la seva producció poètica se'n pot destacar una cançó en defensa del trobar leu (282,5 Escur prim chantar e sotil). També dues cançons de croada i quatre cançons religioses, temàtica que ja destacava la vida com una de les preferides del trobador. També mantingué debats amb altres trobadors i trobairitz (Simon Doria, en quatre ocasions; Jacme Gril, Guilhelma de Rosers, Lantelm, Rubaut i Guilhem). Encara es pot assenyalar un planh per una dama anomenada Luresana.

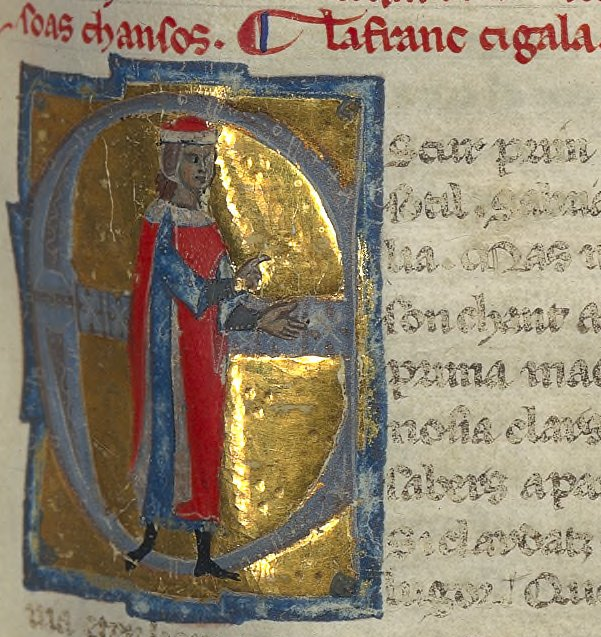
BnF ms. 12473 fol. 75; cançoner K

- (282,1 = 436,1)[1] Car es tant conoissenz vos voil (partiment amb Simon Doria)
- (282,1a) Amics Rubaut, de leis, q'am ses bauzia (partiment amb un tal Rubaut de qui no es tenen més notícies)
- (282,1b) Amics Symon, si us platz, vostra semblanza (partiment amb Simon Doria)
- (282,1c) Anc mais nuls hom non trais (cançó)
- (282,1d) Ben meravilh del marques Moruel (sirventès; que també es pot atribuir a Luchetto Gattilusio)
- (282,2) En chantar d'aquest segle fals (cançó religiosa)
- (282,3) E mon fin cor regna tan fin' amors (cançó)
- (282,4) Entre mon cor e me e mon saber (tençó fictícia entre el cor i el saber)
- (282,5) Escur prim chantar e sotil (cançó en defensa del trobar leu)
- (282,6) Estier mon grat mi fan dir vilanatge (sirventès contra Bonifaci II de Montferrat)
- (282,7) Eu non chant ges per talan de chantar (planh per Luresana)
- (282,8) Ges eu non vei com hom guidar si deia (sirventès)
- (282,9) Ges non sui forzaç q'eu chan (cançó)
- (282,10) Gloriosa sainta Maria (cançó religiosa mariana)
- (282,11) Hom qe de domna se fegna (cobla)
- (282,12) Joios d'amor farai de ioi senblan (cançó)
- (282,12a = 201,4b) Lafranc, digatz vostre semblan (partiment amb un tal Guilhem)
- (282,13) Lantelm, qui us onra ni us acuoill (sirventès en resposta a un de Lantelm 283,1 Lanfranc, qi·ls vostres fals diz coill)
- (282,14) Na Guillelma, mant cavalier arratge (partiment amb Guilhelma de Rosers; en un cançoner va precedit d'una llarga razó[2])
- (282,15) N'Anric, no m'agrada ni m platz (sirventès)
- (282,16) Non sai si m chant, pero eu n'ai voler (cançó)
- (282,17) Oi, Maire, filla de Dieu (cançó religiosa mariana)
- (282,18) Pensius de cor e marritz (cançó religiosa)
- (282,18a = 258,1a) Per o car vos fegnetz de sotilment entendre (partiment amb Jacme Grils)
- (282,19) Quant en bon luec fai flors bona semenza (cançó)
- (282,20) Quant vei far bon fag plazentier (cançó de croada)
- (282,21) Raimon Robin, eu vei que Dieus comenza (sirventès)
- (282,21a = 436, 4) Segne 'n Lafranc, car es sobresabenz (tençó amb Simon Doria)
- (282,21b = 436, 5) Segne 'n Lafranc, tant m'a sobrat amors (tençó amb Simon Doria)
- (282,22) Seigne 'n Thomas, tan mi plai (sirventès)
- (282,23) Si mos chanz fos de ioi ni de solatz (cançó de croada)
- (282,24) Tan franc cors de dompn' ai trobat (cançó)
- (282,25) Un avinen ris vi l'autrier (cançó)
- (282,26) Un sirventes m'aduz tan vil razos (cobla)
- (282,26a) ... (-anha) (sirventès del qual s'ha perdut el primer vers, de rima en -anha; també s'ha atribuït a Luchetto Gattilusio)

### Edicions
- F. Branciforti, Il canzoniere di Lanfranco Cigala, Florència, 1954 (Biblioteca dell'Archivium Romanicum 37),

### Repertoris
- Alfred Pillet / Henry Carstens, Bibliographie der Troubadours von Dr. Alfred Pillet […] ergänzt, weitergeführt und herausgegeben von Dr. Henry Carstens. Halle : Niemeyer, 1933 [Lanfranc Cigala és el número PC 282]
- Guido Favati (editor), Le biografie trovadoriche, testi provenzali dei secc. XIII e XIV, Bologna, Palmaverde, 1961, pàg. 337
- Martí de Riquer, Vidas y retratos de trovadores. Textos y miniaturas del siglo XIII, Barcelona, Círculo de Lectores, 1995 p. 311-313 [Reproducció de la vida i d'una razó, amb traducció a l'espanyol, i miniatures dels cançoners I i K]